# Bacharach (Familienname)
Bacharach ist ein jüdischer Familienname.

## Namensträger
- Anna Heidtmann-Bacharach (1872–1942), deutsche Malerin
- Alfred Louis Bacharach (1891–1966), britischer Biochemiker und Ernährungswissenschaftler
- Burt Bacharach (1928–2023), US-amerikanischer Pianist und Komponist
- Ernst Bacharach (1891–1969), deutscher Kaufmann und Fabrikant
- Eva Bacharach (um 1580–1652), jüdische Hebraistin
- Isaac Bacharach (1870–1956), US-amerikanischer Politiker
- Isaak Bacharach (1854–1942), deutscher Mathematiker und Opfer des Holocaust
- Jair Chajim Bacharach (1639–1702), deutscher Rabbiner und Talmudist
- Raymond Louis Bacharach (* 1945), deutscher Produzent, Regisseur und Drehbuchautor von Pornofilmen, siehe John Thompson (Pornoproduzent)
- Seligmann Bacharach (1789–1880), jüdischer Kaufmann
- Siegfried von Bacharach (Politiker) (um 1475–1505), deutscher Politiker, Stadtrat in Würzburg
- Siegfried Bacharach (Journalist) (1896–1972), deutscher Kaufmann, Herausgeber und Zeitungsverleger
- Siegfried Meir Bacharach (* 1934), deutsch-spanischer Kaufmann, Maler und Bildhauer
- Walter Zwi Bacharach (1928–2014), israelischer Historiker